# Берёзовский сельсовет (Тербунский район)
Берёзовский сельсове́т — сельское поселение в составе Тербунского района Липецкой области.
Административный центр — село Берёзовка.

## История
Образовано на основании Закона Липецкой области от 02.07.2004 N 114-ОЗ «О наделении муниципальных образований в Липецкой области статусом городского округа, муниципального района, городского и сельского поселения». Границы поселения определены Законом Липецкой области от 23.09.2004 N 126-ОЗ «Об установлении границ муниципальных образований Липецкой области».

## Население
| 2009  | 2010  | 2012  | 2013  | 2014  | 2015  | 2016  |
| ----- | ----- | ----- | ----- | ----- | ----- | ----- |
| 1192  | ↘1154 | ↘1135 | ↘1116 | ↘1099 | ↘1092 | ↘1084 |
| 2017  | 2018  | 2021  |       |       |       |       |
| ↘1074 | ↘1068 | ↗1091 |       |       |       |       |

## Состав сельского поселения
| № | Населённый пункт | Тип населённого пункта       | Население |
| - | ---------------- | ---------------------------- | --------- |
| 1 | Берёзовка        | село, административный центр | 669       |
| 2 | Воейково         | деревня                      | 123       |
| 3 | Ивановка         | деревня                      | 260       |
| 4 | Киреевка         | деревня                      | 61        |
| 5 | Олымовка         | деревня                      | 11        |
| 6 | Становляновка    | деревня                      | 30        |

Так же, на территории поселения находится урочище, на месте ранее существовавшей деревни Олымчик.

## Экономика
Большинство сельскохозяйственных земель поселения обрабатывается ОСП «Берёзовка» ЗАО «Зерос», часть земель принадлежит крестьянско-фермерским хозяйствам. Зарегистрировано 11 ИП, занимающихся сельским хозяйством.
На территории поселения функционирует 3 магазина и малое предприятие по производству тротуарной плитки.

## Образование и культура
В поселении работают: 2 9-летних школы, детский сад, 2 дома культуры, 2 библиотеки.